# Uryūnuma-Feuchtgebiet
Das Uryūnuma-Feuchtgebiet (jap. 雨竜沼湿原 Uryūnuma-Shitsugen) auf der japanischen Insel Hokkaidō wurde am 8. November 2005 als Ramsar-Gebiet ausgewiesen.

## Geographie
Das Schutzgebiet hat eine Fläche von 624 ha und liegt etwa 70 km nördlich von Sapporo in den Bergen auf einer Höhe zwischen 850 und 900 m.
Es erstreckt sich zwischen dem Gunma-dake und dem Etai-dake auf der Ostseite des Minami-shokan-dake.
Das Uryūnuma-Feuchtgebiet besteht aus einem etwa 100 ha großen Hochmoor mit etwa 700 Teichen in verschiedensten Größen und zahlreichen Inseln aus Wasserpest. Der Torfboden hat eine Tiefe von 3 bis 4 Metern. Durch das Moor fließt der Penkepetan.
Die jährlichen Niederschläge belaufen sich auf 1755 mm und die Temperaturen reichen von −12,9 bis 15,7 °C mit einem Jahresdurchschnitt von 2 °C. Im Winter akkumulieren sich heftige Schneefälle zu einer Schneedecke von bis zu 4 m.

## Flora
Zu den schützenswerten Pflanzenarten innerhalb des Feuchtgebietes gehören der Schmalblättrige Igelkolben (Sparganium angustifolium), Sparganium gramineum, die Schnabel-Segge (Carex rostrata), Pogonia japonica, die Kamtschatka-Waldrebe (Clematis fusca), die Asiatische Sumpf-Schwertlilie (Iris laevigata), die Kleine Teichrose (Nuphar pumilum var. ozeense) und die Zwerg-Seerose (Nymphaea tetragona var. erythrostigmatica).

## Galerie

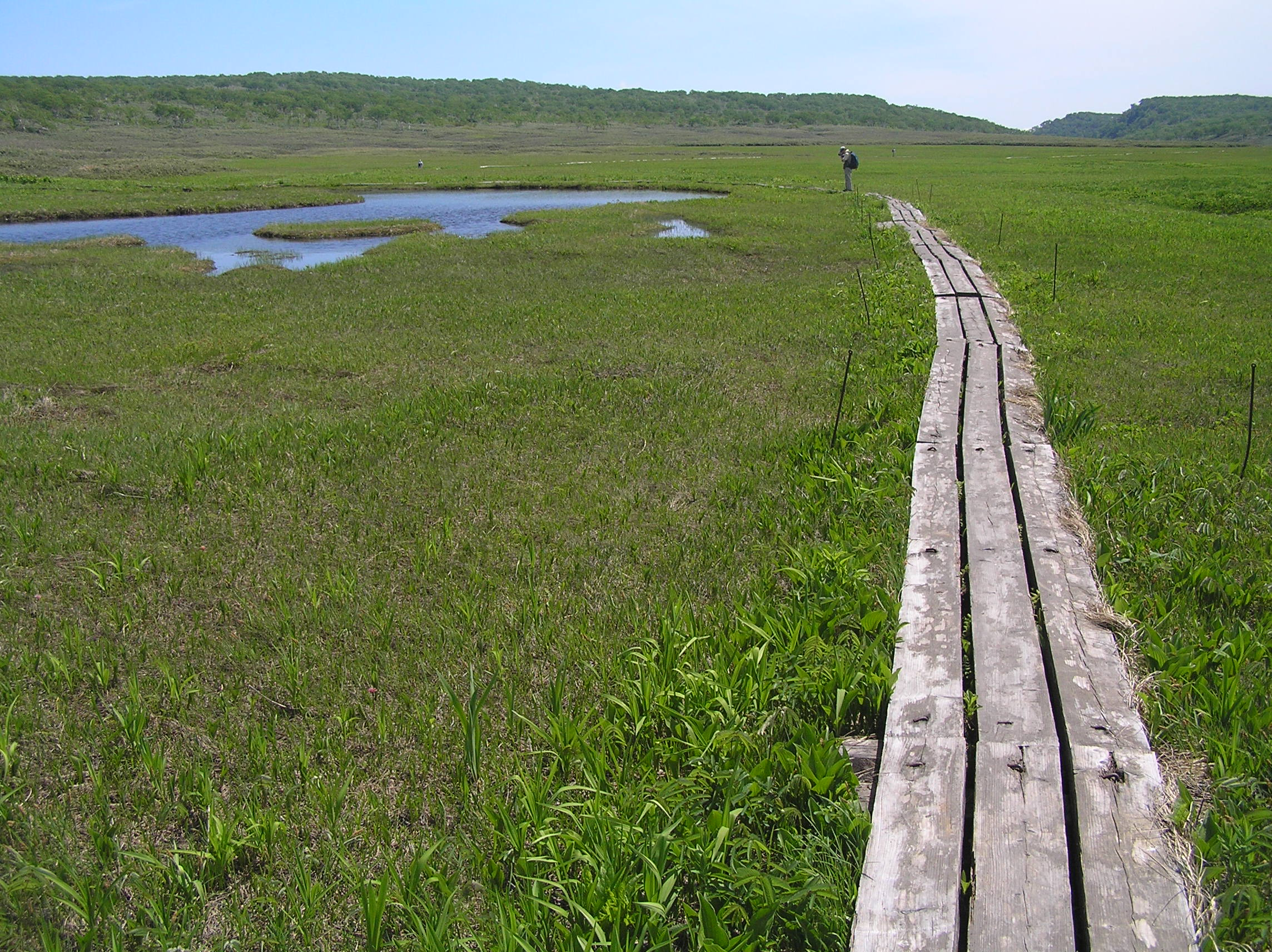
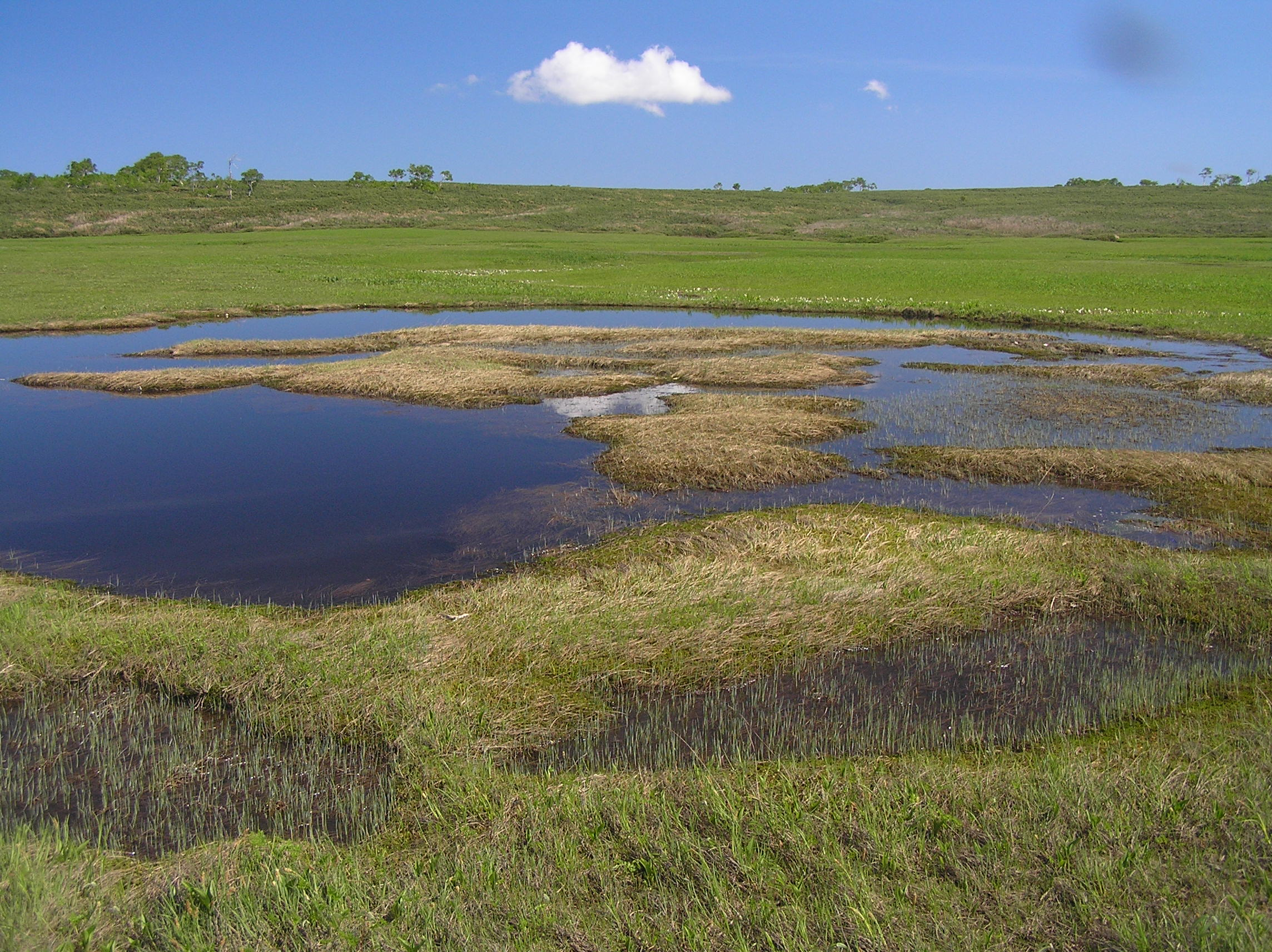
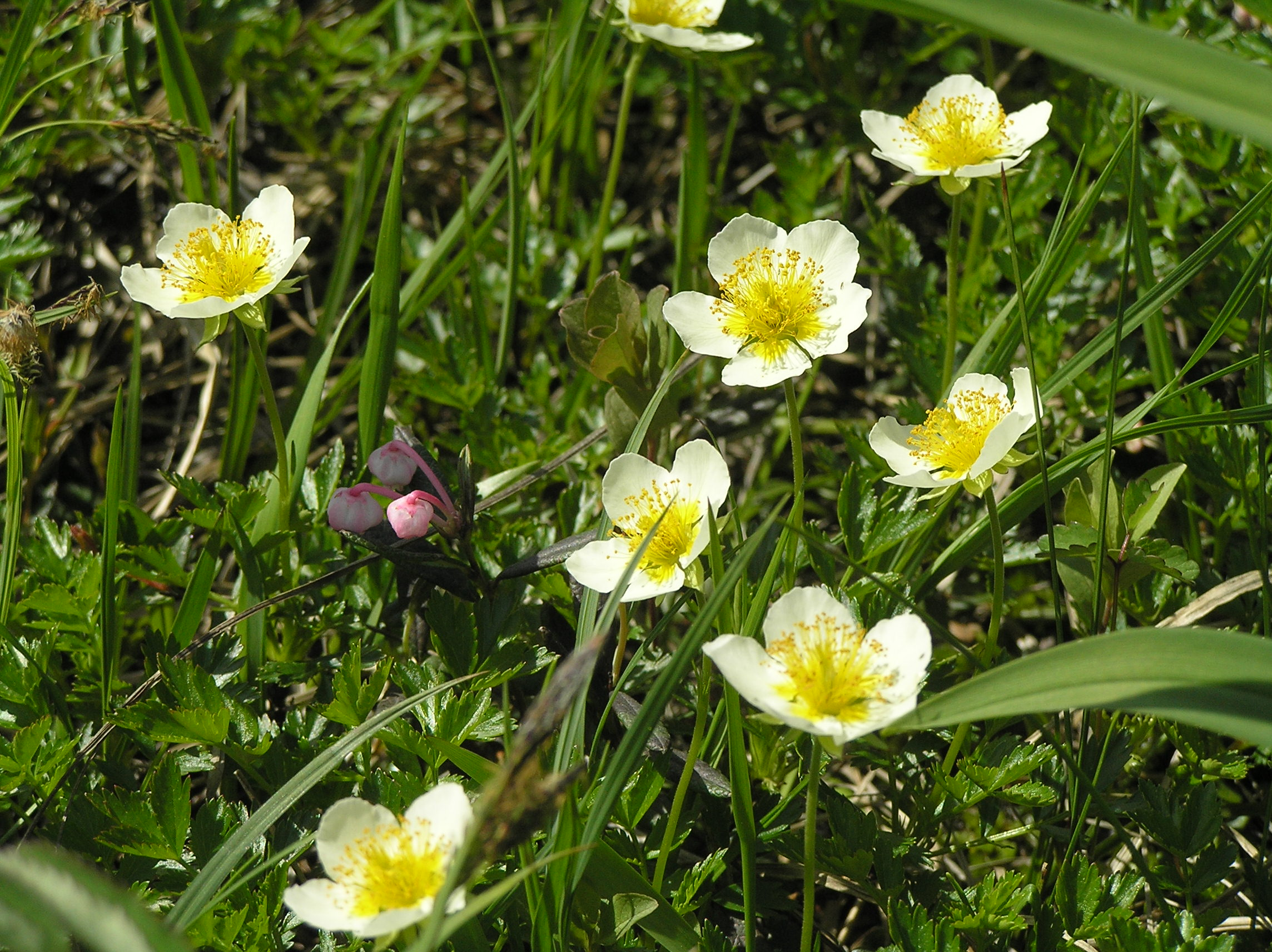
Geum pentapetalum
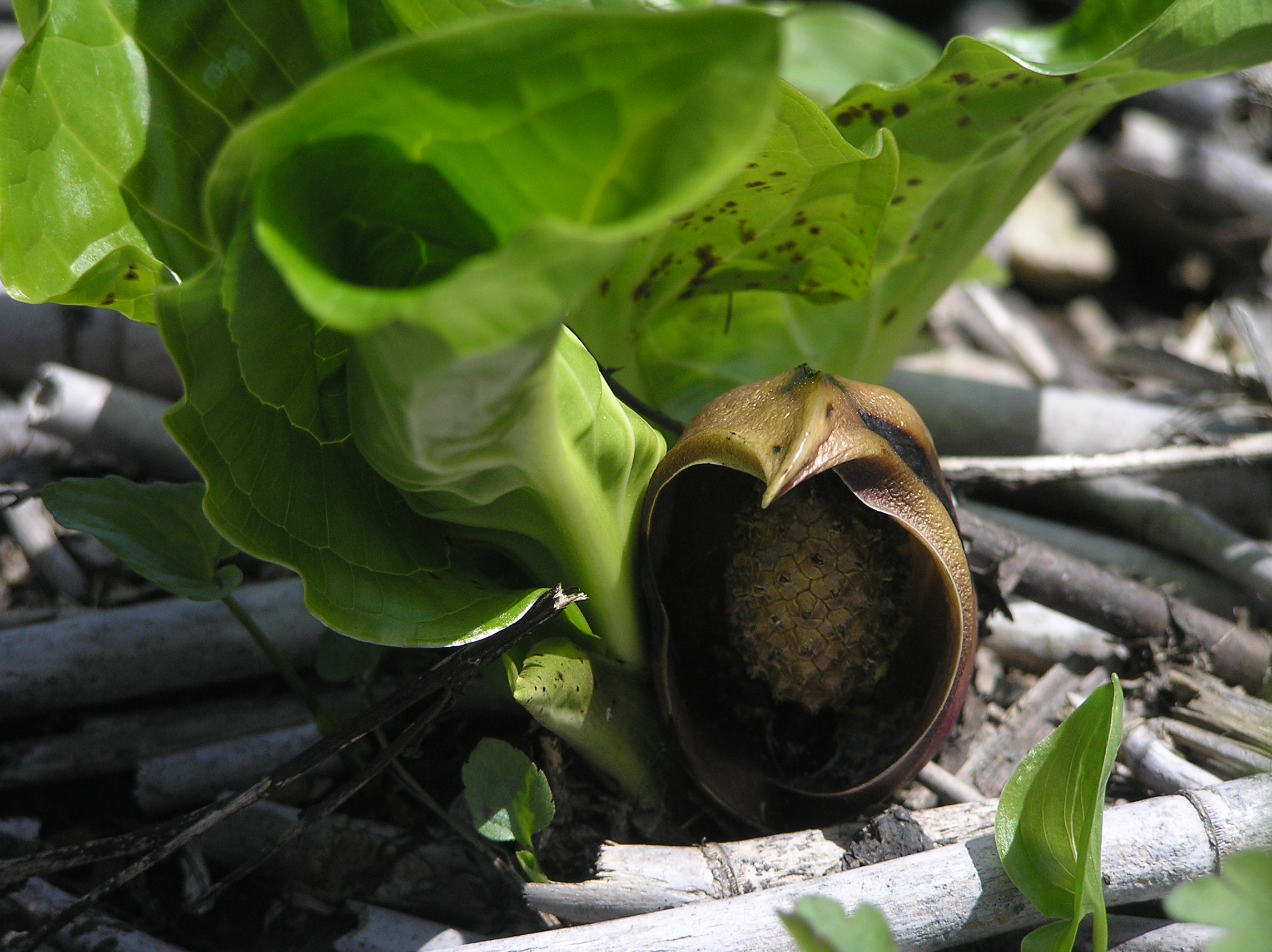
Symplocarpus renifolius
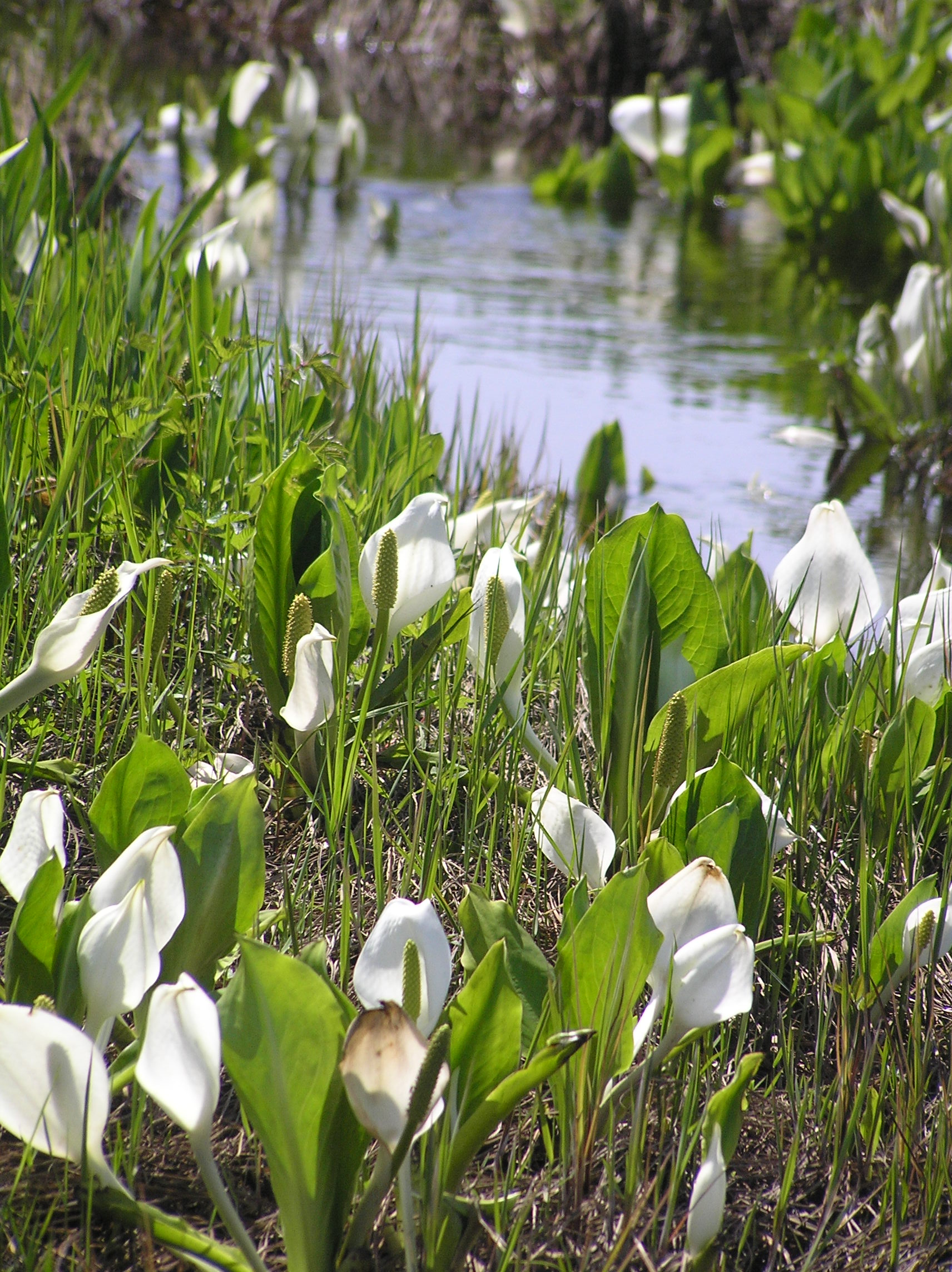
Lysichiton camtschatcensis
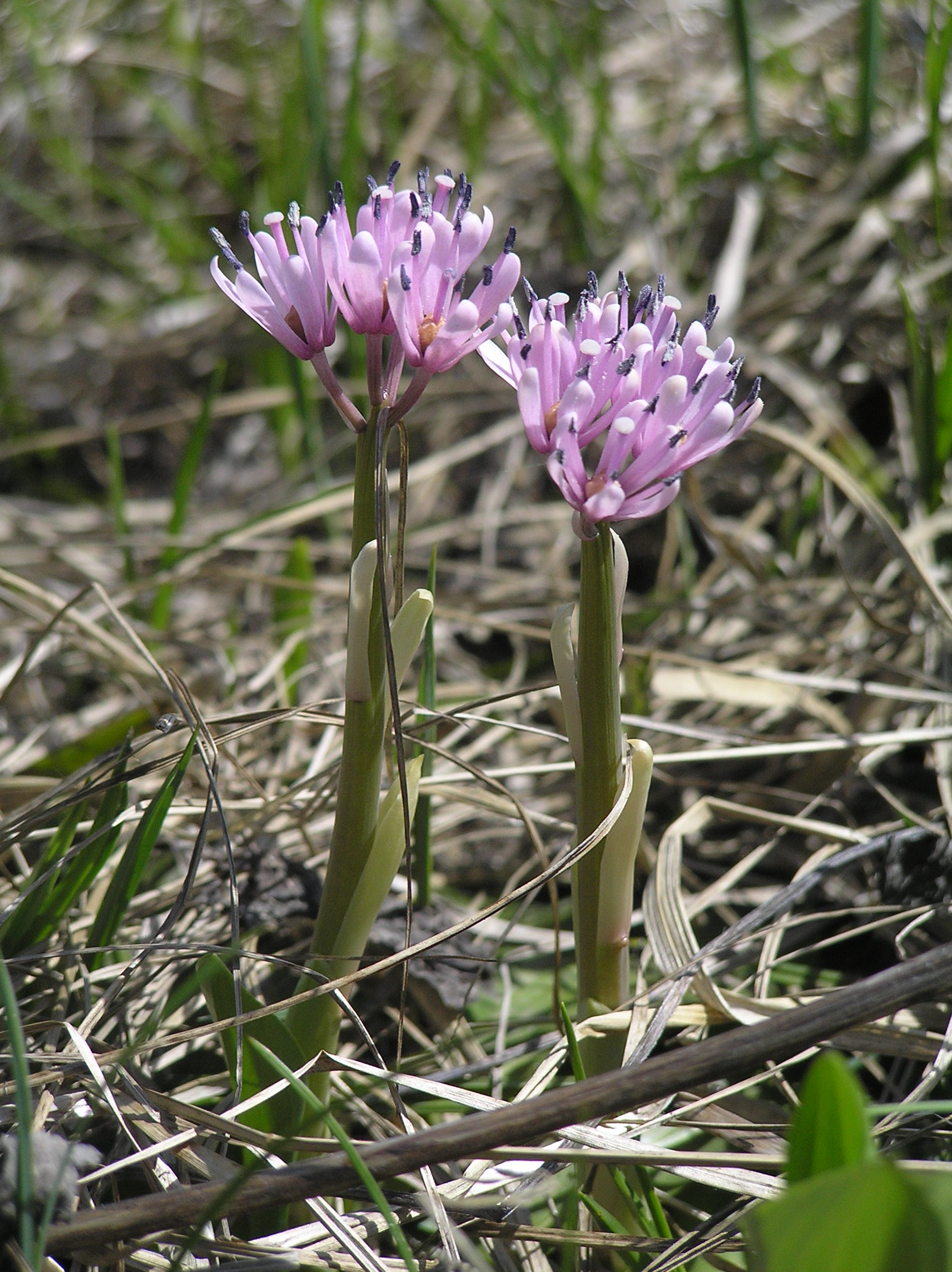
Heloniopsis orientalis